# جان-فرانسوا-برتراند ديلماس
جان-فرانسوا-برتراند ديلماس هو سياسي فرنسي، ولد في 3 يناير 1751 في تولوز في فرنسا، وتوفي في 6 أكتوبر 1798 في باريس في فرنسا. انتخب President of the National  Convention ‏ (4 أبريل 1793 – 18 أبريل 1793) وانتخب member of the Council of Elders ‏ وانتخب نائب فرنسي.